# Roburnella
Roburnella is een geslacht van weekdieren uit de klasse van de Gastropoda (slakken).

## Soort
- Roburnella wilsoni (Tate, 1889)